# Patikul
Patikul là một đô thị hạng 4 ở tỉnh Sulu, Philippines. Theo điều tra dân số năm 2000, đô thị này có dân số 34.396 người trong 5.939 hộ.

## Các đơn vị hành chính
Patikul được chia thành 30 barangay.
| - Anuling - Bakong - Bangkal - Bonbon - Buhanginan (Darayan) - Bungkaung - Danag - Gandasuli - Igasan - Kabbon Takas - Kadday Mampallam - Kan Ague - Kaunayan - Langhub - Latih | - Liang - Maligay - Mauboh - Pangdanon - Panglayahan - Pansul - Patikul Higad - Sandah - Taglibi (Pob.) - Tandu-Bagua - Tanum - Taung - Timpok - Tugas - Umangay |